# 龐貝烈焰
〈龐貝烈焰〉（英語：The Fires of Pompeii）是英國科幻電視劇《異世奇人》系列4的第2集，2008年4月12日在BBC One首播。這集的編劇是占士·莫蘭，由科林·傑夫執導。在演員方面，除了固有的大衛·田納特繼續飾演博士和嘉芙蓮·塔特扮演當娜·諾布外，彼得·卡波蒂詮演的凱基利烏斯也有很重的戲份。
這集講述博士和唐娜來到公元79年8月23日的龐貝城，也就是維蘇威火山爆發前一天。博士認為火山爆發是一場不可逆轉的悲劇，故決定與當娜離開。不料，TARDIS意外地被富商凱基利烏斯買走。在尋回TARDIS的過程中，博士發現龐貝城的地底躲藏有一種意圖毀滅人類的外星生物。為此，博士要做出一個困難的決擇﹕要麼令維蘇威火山爆發，要麼看著全球人類死去。
節目在羅馬奇尼奇塔電影城拍攝，是《異世奇人》自2005年重新製作後首次帶同主角到英國以外的地方拍攝。受電影城的火警和入境問題影響，這集的拍攝被延誤。此集在首映時共吸引904萬人收看，是當日的收視亞軍。另一方面，節目取得混合的評價，影評人普遍喜歡劇中博士面對的道德決擇以及當娜請求博士挽救凱基利烏斯一家的戲碼，但部份演員的演出受到批評。

## 劇情
博士和唐娜通過TARDIS來到公元1世紀的古羅馬，二人以為他們身處羅馬城，但當他們看到維蘇威火山就在眼前和體會到地震時才意識到這兒是龐貝，而且這城市將於明天毀於火山爆發。博士認為這悲劇是不可避免的，故選擇離開當場。不料，TARDIS被當作藝術品般的被大理石商人凱基利烏斯買走。於是，二人決定拜訪凱基利烏斯。途中，兩人被一名預言家發現，她告訴女祭司組織「姐妹會」預言中的藍色盒子果然來到。眾女祭司大驚，因預言指TARDIS的來到意味著「烈火和死亡」。
來到凱基利烏斯的家，博士發現這名富商的女兒盧西斯具有超卓的預知能力，並能準確無誤地陳述出博士和唐娜的來歷。然而，這並非最令人二人驚訝的地方，隨之而來的占兆官彼得勒斯更能道出博士來自嘉勒弗雷星，又指唐娜是個「倫敦的女兒」。博士對彼得勒斯深感興趣，後者卻不想與他多作交流，於是從凱基利烏斯接過之前訂下的「大理石」後就打算離開。博士仔細一看，發現這塊「大理石」活像電路板，因此他更相信彼得勒斯毫不簡單。為查明真相，他在凱基利烏斯之子昆塔斯的幫助下潛入彼得勒斯家中。果然，這些大理石電路板是用來充當能量轉換器。
不久後，博士和昆塔斯被彼得勒斯發現，他指令一頭龐大的石化生物追殺兩人。博士和昆塔斯及時逃回家中，於是石化生物打算殺掉眾人。博士知道這石化生物懼水，於是令昆塔斯用水解決這生物，果然成功。在混戰間，「姐妹會」的成員把唐娜捉走，她們指責唐娜是禍根的來源，故打算殺死她。此時，博士到來救她一把，「姐妹會」的最高領導認為並非凡人，於是接見他。博士赫然發現這名最高領導已跟石化生物沒有分別。原來，這些石化生物的星球在遠古時期已消失，為求生存他們乘坐太空船來卻在地球墜毀，這連帶石化生物也化為灰塵。於是，他們想出一個辦法﹕利用能量轉換器把地熱能轉化成可讓人預言的能量以誘使人類呼吸其灰塵。漸漸地，吸入灰塵的人會變成石化生物。這麼一來，當龐貝所有人也轉化成石化生物時，他們就足以殖民地球。
博士帶領唐娜走進維蘇威火山，前者指只要令能量轉換器逆流火山能會爆發，而躲在地底的石化生物也會全軍覆沒。但同時，龐貝城所有人也會死於這場災難中。二人無奈決定令火山爆發，並利用逃生倉回到地面。來到凱基利烏斯的家，博士不理會凱基利烏斯一家，直接登上TARDIS。在唐娜的再三遊說下，博士同意救走凱基利烏斯等人。來到一座山上，眾人目睹龐貝城漸漸變成一個死城。博士對唐娜致謝，感謝她作出了正確的決定。
半年後，凱基利烏斯與家人移居到羅馬，繼續他的大理石生意。盧西斯擴大了她的生活圈子，昆塔斯對科學產生濃厚興趣，銳意成為生物學博士。最後一幕，昆塔斯對家神—博士、唐娜和TARDIS致敬。

### 前後連接
這並不是博士首次來到古羅馬，在1965年播出的〈羅馬人〉，第一任博士就曾到訪羅馬帝國，又和尼祿會面。另一方面，這是博士在《異世奇人》首次提到有些悲劇是不可改變的，否則會後患無窮。在〈火星之水〉中，博士強行扭轉局面，適得其反。TARDIS被凱基利烏斯當作「現代藝術品」般買走，在〈城市之死〉中，TARDIS也被劇中的配角視為藝術品。隨後，盧西斯指博士的家鄉毀於一場大火中，指的是時間戰爭。她又對唐娜表示「有些東西在你背後」，與〈向左轉〉的劇情有關。劇中又提到石代生物的星球消失，是系列5的故事線。在2015年播出的〈死去的女孩〉中，出現了唐娜遊說第十任博士去救凱基利烏斯一家的回閃。

## 製作

### 劇本創作
執行製作人拉塞爾·T·戴維斯在看過紀錄片《龐貝：最後一天》後就想將龐貝火山爆發的劇情加入系列1裡。但很快地，戴維斯就意識到以此為題材費用高昂，故沒有即時實現，卻催生出〈核爆城市〉。然而，戴維斯並未忘記龐貝火山爆發的故事。在製作系列3的第3集時，該集編劇加雷恩·羅拔士曾打算編寫一部與納粹德國有關的劇情，但戴維斯認為2005年的〈戰火孤雛〉／〈博士之舞〉合集已是關於二次大戰，因而建議羅拔士寫一部與以龐貝火山爆發為背景的故事，但最終未有成事。後來，電視台向戴維斯表示要用低成本製作一部與古羅馬為題的劇集就要到意大利的奇尼奇塔電影城取景。至於，龐貝火山爆發的構思終可般上製作日誌。
於是，戴維斯找來占士·莫蘭編寫〈龐貝烈焰〉的劇本。此前，莫蘭曾替恐怖喜劇電影《斷頭氣》和一集《火炬木小組》擔當編劇。因此，戴維斯相信他能勝任《異世奇人》編劇一職。受教材劍橋拉丁語課程啟發，莫蘭以凱基利烏斯一家為中心，講述龐貝市民面對火山爆發時的反應，並加入博士須面對道德決擇的劇情。莫蘭向《異世奇人雜誌》解釋：「博士須決定那些人生還，那些人死去，何時可挽救，那些事件不得干擾；如果他決定救人，要在何時收手；他又怎麼分辨對與錯？」

### 拍攝
〈龐貝烈焰〉絕大部份鏡頭也是在奇尼奇塔電影城拍攝，其餘的則在卡迪夫和拿玻里取景。這集於2007年9月7日開鏡，10月7日殺青。這是《異世奇人》自2005年重新製作以後拍攝規模最盛大的一集，這不僅是因為劇組要遠赴意大利製片，更是該科幻劇首次帶同主角到英國以外的地方拍攝。此前，劇組曾到美國曼哈頓攝製〈戴立克在曼哈頓〉／〈戴立克的進化〉合集，但並未帶同主角大衛·田納特和費馬·阿吉曼一起拍攝。值得一提的是，為宣佈奇尼奇塔電影城，這集的拍攝經費由電影城方面負責。
儘管這集的多個鏡頭是在電影城拍攝，劇組只在意大利停留三天。事實上，劇組原先可以更早的抵達意大利，但由於電影城在劇組出發前的幾個星期發生火警以及特效組因入境稅問題在法國加萊滯留20小時而被拍攝延遲。在完成電影城的兩天拍攝工作後，劇組來到拿玻里的維蘇威火山充當博士、當娜和凱基利烏斯一家目睹龐貝城變成一個死城的地方。隨後，劇組返回卡迪夫的上布製作室和國家健康與和平會堂拍攝。此外，為拍攝維蘇威火山內部，劇組還在京維石礦場和泰士圍礦場取景。

### 演員相關
〈龐貝烈焰〉的兩名演員後來被選為《神秘博士》的主演。飾演「姐妹會」女祭師的凱倫·吉蘭在系列5中回歸，成為馬特·史密斯飾演的第十一任博士的全職搭檔——艾米·龐德。選角導演安迪·普賴爾根據她在這一集中的表現，向新任執行製片人史蒂芬·莫法特推薦了她。
彼得·卡波蒂於2013年被選為第十二任博士。在〈死去的女孩〉劇情中，博士終於記起了自己在龐貝城被說服拯救的一個男人的臉。他推測，下意識地選擇這張臉作為當前的重生，以提醒自己的工作是拯救生命。

## 發行和反響
〈龐貝烈焰〉2008年4月12日晚上6:45在BBC One首映。當晚共有904萬人觀看此集，收視率為39%。節目僅次《全英一叮》成為當天的收視亞軍。欣賞指數方面，這集的得分達87分，可歸類為「卓越」級別。
另一方面，《龐貝烈焰》取得混合的評價。《世界新聞報》的伊恩·海蘭認為這集好壞參半，他直言塔特的演出並不討好，但非常喜歡她說服博士去救凱基利烏斯一家的那幕。同時，他指此集「可怕的怪物、更強的客串陣容以及成人導向的劇情」都使節目比上一集「好看百倍」。《舞台》的史葛·馬修曼喜歡塔特的演出，特別是她試圖阻止人們去海灘避難的一幕，並對TARDIS把拉丁語譯為凱爾特語的笑話留下印象。不過，他認為昆塔斯的對白太膚淺。《數碼間諜》影評人賓·羅森-鐘斯在5星為滿分給這集3星，他讚賞劇中的特效以及博士須面對的道德決擇，但認為節目遲遲未能帶出這矛盾，是這集的失敗之處。《Whatculture》的弗雷迪·梅諾爾指出劇中出現多個歷史錯誤，比如稱龐貝人沒有火山的概念以及當娜從凱基利烏斯一家取得一件紫色的衣裳，蓋因在當時紫色染料只有皇帝、皇室成員以及高級官員才能得到。

## 資料來源
1. 1 2 3 4 5 6 7 8 9 10  Pixley, Andrew. . Doctor Who Magazine (Panini Comics). 2008-08-14,. The Doctor Who Companion: Series Four (Special Edition 20).
2. ↑  Burk, Graeme; Smith?, Robert.  1st. ECW Press. 2012-03-06: 258-259. ISBN 1-55022-984-2.
3. ↑  . Radio Times. 2015-10-17  [2015-10-20]. （原始内容存档于2020-10-21）.
4. 1 2 3 4  . Doctor Who: A Brief History Of Time (Travel). 2014-07-06  [2015-10-20]. （原始内容存档于2013-11-04）.
5. 1 2  Spilsbury, Tom. . Doctor Who Magazine (Tunbridge Wells, Kent: Panini Publishing Ltd). April 2008, (394): 8–9.
6. ↑  . . 第3季. 第4集. 2008-04-21. BBC. BBC Three.
7. ↑  . Digital Spy. 2007-08-11  [2007-08-11]. （原始内容存档于2008-05-17）.
8. ↑  . . 第4季. 第2集. 2008-04-12. BBC. BBC Three.
9. ↑  Wilkes, Neil. . Digital Spy. 2009-11-01  [2022-12-19]. （原始内容存档于2013-12-03）.
10. ↑  . Doctor Who Magazine. September 2007, (399): 11.
11. ↑  Hilton, Matt. . The Doctor Who News Page. 2008-04-13  [2011-07-09]. （原始内容存档于2018-10-06）.
12. ↑  Hilton, Matt. . The Doctor Who News Page. 2008-04-13  [2011-07-09]. （原始内容存档于2018-10-06）.
13. ↑  Hilton, Matt. . The Doctor Who News Page. 2008-04-23  [2011-07-09]. （原始内容存档于2012-04-01）.
14. ↑  Hyland, Ian. . News of the World. 2008-04-13  [2008-04-14]. （原始内容存档于2008-04-16）.
15. ↑  Matthewman, Scott. . The Stage. 2008-04-13  [2008-04-14]. （原始内容存档于2008-04-15）.
16. ↑  Rawson-Jones, Ben. . Digital Spy. 2008-04-12  [2008-04-14]. （原始内容存档于2009-07-14）.
17. ↑  Freddie, Rochez. . Digital Spy. 2015-01-15  [2015-10-20]. （原始内容存档于2016-03-04）.

## 外部連結
- "The Fires of Pompeii" 在 BBC《異世奇人》的主頁
- "The Fires of Pompeii" 在 異世奇人: 時間（旅行）簡史
- "The Fires of Pompeii" 在 異世奇人參考導覽
- 互联网电影数据库上龐貝烈焰的资料（英文）